# Huub Elzerman
Huub Elzerman (1944) is een Nederlands bestuurder en journalist.

## Leven en werk
Elzerman werd in 1944 geboren. Hij begon zijn carrière als redacteur bij het dagblad Trouw. Vervolgens was Elzerman directeur van de School voor Journalistiek en van 1993 tot 2004 was hij werkzaam als directeur-hoofdredacteur van RTV Noord-Holland. Daarna werkte hij een jaar als hoofdredacteur ad interim bij Omroep West. Thans is Elzerman bestuurslid van de FNV Vakcentrale en van Stichting de Christelijke Pers. Daarnaast is hij lid van de raad van toezicht van Free Press Unlimited. Tevens is hij lid van de raad van advies van het Centrum voor Communicatie en Journalistiek van de Hogeschool Utrecht. Daarnaast vervult Elzerman de functie van voorzitter van de Nederlandse Vereniging van Journalisten.